# ハンガーフォード・タウンFC
ハンガーフォード・タウン・フットボールクラブ（Hungerford Town Football Club）はイングランド・バークシャー・ハンガーフォードを本拠地とするサッカークラブチーム。2021-2022シーズンはナショナルリーグ・サウス（6部相当）に所属。

## タイトル

### 国内タイトル
- ヘレニックリーグ・プレミアディヴィジョン:1回

2008–2009
- ニューベリーリーグ:4回

1912–1913, 1913–1914, 1919–1920, 1921–1922
- バークスアンドバックス・シニアカップ:1回

1981–1982
- ニューベリー・チャレンジカップ:2回

1904–1905, 1908–1909

### 国際タイトル
- なし